# Viva (Deutschrockband)
Viva (Eigenschreibweise: V!VA oder VIVA) ist eine Deutschrock-Band aus Franken. Sie steht derzeit beim Label Drakkar Entertainment unter Vertrag.

## Bandgeschichte
Die Band wurde 2016 zunächst als reine Deutschrock-Coverband mit dem Namen Viva Germania gegründet. Die Band coverte ausschließlich deutschsprachige Rockmusik von Bands wie Ärzte, Broilers, Böhse Onkelz, Die Kassierer, Dimple Minds, Die Toten Hosen, Frei.Wild, Hämatom, In Extremo, Saltatio Mortis, Sportfreunde Stiller, Rammstein und Unantastbar.
2018 begann die Band auch eigene Songs zu schreiben. Die erste Single wurde der Track Kein Entkommen, der im November 2018 erschien. 2019 benannte sich die Band um in Viva. Durch den Erfolg der ersten Single wurde die Plattenfirma Rookies & Kings auf die Gruppe aufmerksam und verkündete im Dezember 2019 die Zusammenarbeit. Die erste gemeinsame Single Fick dich, Viva! erschien am 27. Dezember 2019. Es folgte am 6. März 2020 die Single Lebenslang und am 24. April Unsere eigene Armee. Mitten in der COVID-19-Pandemie in Deutschland erschien am 19. März 2020 auch der Non-Album-Track Fick Dich Corona, ein Remake ihrer ersten Single. Die Erlöse gingen an den Nothilfefonds des Deutschen Roten Kreuzes.
Am 1. Mai 2020 veröffentlichte die Band ihr Debütalbum Lebenslang. Das Album wurde von Jörg „Warthy“ Wartmann produziert, der mit Bands wie Unheilig, Eisbrecher und Hämatom zusammenarbeitete.
Seit März 2021 unterstützt Andrei Alexandru die Band an der Gitarre und im Songwriting. Ändi Defet verließ die Band.
Am 28. Juni 2021 folgte das Album Unser Weg auf dem Label Drakkar Entertainment. Die Erstauflage erschien als Boxset mit der Bonus-CD Unser Gang, die mehrere Coverversionen von Viva-Songs enthält. An dieser CD beteiligten sich unter anderem Goitzsche Front, Versus und Todsünde.

## Diskografie

### Alben
- 2020: Lebenslang (Rookies & Kings)
- 2021: Unser Weg (Drakkar Entertainment)
- 2023: Das ist die Wahrheit

### EPs
- 2020: Lebenslänglich – Die Lebenslang Bonustracks (Rookies & Kings)

### Singles
- 2018: Kein Entkommen (Eigenproduktion)
- 2019: Fick Dich, Viva! (Rookies & Kings)
- 2020: Lebenslang (Rookies & Kings)
- 2020: Fick Dich Corona (Rookies & Kings)
- 2020: Unsere eigene Armee (Rookies & Kings)